# 1920年代の日本
1920年代の日本（1920ねんだいのにほん）では、1920年代の日本の出来事・流行・世相などについてまとめる。
日本の元号では、大正9年から15年/昭和元年から4年に当たる。

## できごと

### 1920年
- 戦後恐慌
- 大日本帝国、国際連盟へ正式加入。
- 新婦人協会結成。

### 1921年
- 11月4日 - 原敬暗殺事件
- 11月25日 - 皇太子裕仁親王（後の昭和天皇）が摂政に就任。
- 12月13日 - ワシントン会議で日本・アメリカ・イギリス・フランスの四ヵ国条約が調印される。
- 皇太子裕仁親王の欧州訪問

### 1922年
- 1月10日 - 元内閣総理大臣・大隈重信死去。
- 1月17日 - 大隈重信国民葬。
- 2月1日 - 元内閣総理大臣・山縣有朋薨去。

### 1923年
- 8月17日 - 日英同盟が四ヵ国条約発効により失効。
- 9月1日 - 関東大震災
- 12月27日 - 虎ノ門事件

### 1924年
- 1月26日 - 皇太子裕仁親王（後の昭和天皇）と良子女王（後の香淳皇后）が結婚。

### 1925年
- 1月20日 - 日ソ基本条約締結。
- 4月22日 - 治安維持法制定、公布。
- 普通選挙法制定。

### 1926年
- 5月24日 - 十勝岳噴火。
- 12月25日 - 大正天皇が崩御。大正（1912年 - 1926年）から昭和へ改元。
- 日本放送協会設立。
- 光文事件

### 1927年
- 6月1日 - 立憲民政党成立。
- 昭和金融恐慌

### 1928年
- 3月15日 - 三・一五事件

## 社会情勢
1919年までの日本は、第一次世界大戦の特需景気（大戦景気）で、繊維・造船・製鉄などの製造業や海運業が大いに発展した。戦争に乗じて欧州諸国の市場であったアジアに商品の販路を広げた。これらの理由により輸出が大幅に伸びて、日本は米国同様に債務国から債権国に転じた。この好景気を背景に東京や大阪などの大都市で百貨店が営業をはじめ、ラジオ放送や雑誌の創刊が行われた。
1920年代に入ると大戦景気の反動による不況（戦後恐慌）をはじめとして、関東大震災での震災恐慌、金融恐慌など経済的な苦境がつづいた。都市の中間層の増大は大正デモクラシーといわれる政治上の主張としてあらわれ、一般大衆の選挙権を求める運動 （普通選挙法）がさかんとなった。本格的な政党政治がおこなわれ、一方では社会主義思想が広まって労働争議や小作争議が相次いだ。

## 政治
- 大正デモクラシー
- 第二次護憲運動

## 人物
- 清浦奎吾（1850年 - 1942年）
- 倉富勇三郎（1853年 - 1948年）
- 高橋是清（1854年 - 1936年）
- 後藤新平（1857年 - 1929年）
- 伊東巳代治（1857年 - 1934年）
- 片岡直温（1859年 - 1934年）
- 加藤高明（1860年 - 1926年）
- 加藤友三郎（1861年 - 1923年）
- 高橋箒庵（1861年 - 1937年）
- 新渡戸稲造（1862年 - 1933年）
- 徳川家達（1863年 - 1940年）
- 田中義一（1864年 - 1929年）
- 山梨半造（1864年 - 1944年）
- 内田康哉（1865年 - 1936年）
- 安部磯雄（1865年 - 1949年）
- 若槻礼次郎（1866年 - 1949年）
- 松方幸次郎（1866年 - 1950年）
- 中部幾次郎（1886年 - 1946年）
- 床次竹二郎（1867年 - 1935年）
- 豊田佐吉（1867年 - 1930年）
- 原富太郎（1868年 - 1939年）
- 小川芋銭（1868年 - 1938年)
- 井上準之助（1869年 - 1932年）
- 濱口雄幸（1870年 - 1931年）
- 横田千之助（1870年 - 1925年）
- 幣原喜重郎（1872年 - 1951年）
- 關一（1873年 - 1935年）
- 小林一三（1873年 - 1957年）
- 羽仁もと子（1873年 - 1957年）
- 尾上松之助（1875年 - 1926年）
- 松永安左エ門（1875年 - 1971年）
- 吉川霊華（1875年 - 1929年）
- 野口英世（1876年 - 1928年）
- 伊波普猷（1876年 - 1947年）
- 辻善之助（1877年 - 1955年）
- 白井松次郎（1877年 - 1951年）
- 大谷竹次郎（1877年 - 1969年）
- 平福百穂（1877年 - 1933年）
- 有島武郎（1878年 - 1923年）
- 牧野省三（1878年 - 1929年）
- 鏑木清方（1878年 - 1972年）
- 下中弥三郎（1878年 - 1961年）
- 真山青果（1878年 - 1948年）
- 大正天皇（1879年 - 1926年）
- 橋戸信（1879年 - 1936年）
- 鮎川義介（1880年 - 1967年）
- 野村芳亭（1880年 - 1934年）
- 山川均（1880年 - 1958年）
- 佐野利器（1880年 - 1956年）
- 武林無想庵（1880年 - 1962年）
- 押川清（1881年 - 1944年）
- 小山内薫（1881年 - 1928年）
- 早川徳次（1881年 - 1942年）
- 會津八一（1881年 - 1956年）
- 小杉放菴（1881年 - 1964年）
- 森恪（1882年 - 1932年）
- 野口雨情（1882年 - 1945年）
- 大倉喜七郎（1882年 - 1963年）
- 小川未明（1882年 - 1961年）
- 織田一磨（1882年 - 1956年）
- 河本大作（1883年 - 1955年）
- 川瀬巴水（1883年 - 1957年）
- 高田保馬（1883年 - 1972年）
- 西村真琴（1883年 - 1956年）
- 近藤浩一路（1884年 - 1962年）
- 辻潤（1884年 - 1944年）
- 上山草人（1884年 - 1954年）
- 河野安通志（1884年 - 1946年）
- 大杉栄（1885年 - 1923年）
- 山本実彦（1885年 - 1952年）
- 川端龍子（1885年 - 1966年）
- 北原白秋（1885年 - 1942年）
- 柳原白蓮（1885年 - 1967年）
- 尾崎放哉（1885年 - 1926年）
- 正力松太郎（1885年 - 1969年）
- 野尻抱影（1885年 - 1977年）
- 八木秀次（1886年 - 1976年）
- 池部鈞（1886年 - 1969年）
- 山田耕筰（1886年 - 1965年）
- 岡本一平（1886年 - 1948年）
- 萩原朔太郎（1886年 - 1942年）
- 藤田嗣治（1886年 - 1968年）
- 石井漠（1886年 - 1962年）
- 八田與一（1886年 - 1942年）
- 田中保（1886年 - 1941年）
- 飛田穂洲（1886年 - 1965年）
- 中山晋平（1887年 - 1952年）
- 九条武子（1887年 - 1928年）
- 中村彝（1887年 - 1924年）
- 水上瀧太郎（1887年 - 1940年）
- 小出楢重（1887年 - 1931年）
- ヘンリー・小谷（1887年 - 1972年）
- 国枝史郎（1887年 – 1943年）
- 葛西善蔵（1887年 – 1928年）
- 堅山南風（1887年 – 1980年）
- 二代目市川猿之助（1888年 - 1963年）
- 千家元麿（1888年 - 1948年）
- 賀川豊彦（1888年 - 1960年）
- 高畠華宵（1888年 - 1966年）
- 村上華岳（1888年 - 1939年）
- 今和次郎（1888年 - 1973年）
- 樺島勝一（1888年 - 1965年）
- 森戸辰男（1888年 - 1984年）
- 菊池寛（1888年 - 1948年）
- 夢野久作（1889年 - 1936年）
- 和辻哲郎（1889年 - 1960年）
- 柳宗悦（1889年 - 1961年）
- 堤康次郎（1889年 - 1964年）
- 織田信恒（1889年 - 1967年）
- 久保田万太郎（1889年 - 1963年）
- 山本宣治（1889年 - 1929年）
- 三木露風（1889年 - 1964年）
- 日夏耿之介（1890年 - 1971年）
- 甘粕正彦（1891年 - 1945年）
- 岸田劉生（1891年 - 1929年）
- 花月亭九里丸（1891年 - 1962年）
- 久米正雄（1891年 - 1952年）
- 倉田百三（1891年 - 1943年）
- 堀口大學（1892年 - 1981年）
- 子母澤寛（1892年 - 1968年）
- 高橋貞太郎（1892年 - 1970年）
- 澤田正二郎（1892年 - 1929年）
- 浜田広介（1893年 - 1973年）
- 中川一政（1893年 - 1991年）
- 大泉黒石（1893年 - 1957年）
- 木村荘八（1893年 - 1958年）
- 江戸川乱歩（1894年 - 1965年）
- 速水御舟（1894年 - 1935年）
- 徳川夢声（1894年 - 1971年）
- 福本和夫（1894年 - 1983年）
- 武井武雄（1894年 - 1983年）
- 山田守（1894年 - 1966年）
- 葉山嘉樹（1894年 - 1945年）
- 甲斐庄楠音（1894年 - 1978年）
- 西光万吉（1895年 - 1970年）
- 古賀春江（1895年 - 1933年）
- 川上澄生（1895年 - 1972年）
- 伊藤野枝（1895年 - 1923年）
- 衣笠貞之助（1896年 - 1982年）
- 村田安司（1896年 - 1966年）
- 宇田荻邨（1896年 - 1980年）
- 宮沢賢治（1896年 - 1933年）
- 小林かいち（1896年 - 1968年）
- 加藤まさを（1897年 - 1977年）
- 大佛次郎（1897年 - 1973年）
- 佐藤千夜子（1897年 - 1968年）
- 相賀武夫（1897年 - 1938年）
- 初山滋（1897年 - 1973年）
- 飯田蝶子（1897年 - 1972年）
- 土方与志（1898年 - 1959年）
- 佐伯祐三（1898年 - 1928年）
- 大河内傳次郎（1898年 - 1962年）
- 麻生豊（1898年 - 1961年）
- 近衛秀麿（1898年 - 1973年）
- 内海一郎（1898年 - 1972年）
- 蕗谷虹児（1898年 - 1979年）
- 神原泰（1898年 - 1997年）
- 陽咸二（1898年 - 1935年）
- 安西冬衛（1898年 - 1965年）
- 川端康成（1899年 - 1972年）
- 徳永直（1899年 - 1958年）
- 高田稔（1899年 - 1977年）
- 田谷力三（1899年 - 1988年）
- 二川文太郎（1899年 - 1966年）
- 二村定一（1900年 - 1948年）
- 稲垣足穂（1900年 - 1977年）
- 柳瀬正夢（1900年 - 1945年）
- 長谷川海太郎（1900年 - 1935年）
- 鈴木傳明（1900年 - 1985年）
- 昭和天皇（1901年 - 1989年）
- 梶井基次郎（1901年 - 1932年）
- 阪東妻三郎（1901年 - 1953年）
- 村山知義（1901年 - 1977年）
- 高橋新吉（1901年 - 1987年）
- 梅原北明（1901年 - 1946年）
- 小林秀雄（1902年 - 1983年）
- 栗島すみ子（1902年 - 1987年）
- 月形龍之介（1902年 - 1970年）
- 住谷磐根（1902年 - 1997年）
- 浦辺粂子（1902年 - 1989年）
- 春山行夫（1902年 - 1994年）
- 嵐寛寿郎（1903年 - 1980年）
- 片岡千恵蔵（1903年 - 1983年）
- 梅村蓉子（1903年 - 1944年）
- 金子みすゞ（1903年 - 1930年）
- 初代水谷八重子（1905年 - 1979年）
- 天津乙女（1905年 - 1980年）
- 吉行エイスケ（1906年 - 1940年）
- 市川百々之助（1906年 - 1978年）
- 人見絹枝（1907年 - 1931年）
- マキノ正博（1908年 - 1993年）
- 夏川静江（1909年 - 1999年）
- 高津慶子（1912年 - 没年不詳）